# Howard St. John
Howard St. John (Chicago, 9 ottobre 1905 – New York, 13 marzo 1974) è stato un attore statunitense.

## Biografia
Nativo di Chicago, Howard St. John fu innanzitutto una vedette di Broadway, dove debuttò nel 1926 nella commedia The Blonde Sinner. Durante gli anni trenta si specializzò quale interprete caratterista di ruoli autoritari e pomposi, recitando in lavori come Broadway Shadows (1930), Princess Charming (1930), Tomorrow's Harvest (1934), e consolidò il proprio successo sulle scene teatrali anche negli anni quaranta con lavori di grande richiamo come Janie (1942), The Late George Apley (1944-1945) e Two Blind Mice (1949).
Dopo due decenni trascorsi sul palcoscenico, alla fine degli anni quaranta St. John approdò alla televisione, partecipando alle serie antologiche The Chevrolet Tele-Theatre (1948) e The Ford Theatre Hour (1948), e fece il suo debutto cinematografico in due drammi polizieschi, Fiori nel fango (1949) e Mani lorde (1949), portando anche sul grande schermo la sua naturale propensione per ruoli autoritari di genitori, di militari e di uomini d'affari. All'inizio degli anni cinquanta apparve nella parte del padre di Ellen nel drammatico Il mio corpo ti appartiene (1950), film d'esordio di Marlon Brando, quindi nel ruolo di Jim Devery nella commedia Nata ieri (1950), e del capitano di polizia Turley nel thriller L'altro uomo (1951) di Alfred Hitchcock.
Durante il decennio, St. John recitò prevalentemente per il piccolo schermo in numerose popolari serie come Cavalcade of America (1955), in cui interpretò il ruolo di Benjamin Franklin nell'episodio Crisis in Paris, The Phil Silvers Show (1958), nell'episodio The Colonel's Reunion, in cui interpretò il generale Bertram Whitney. Il personaggio del militare pieno di sé venne portato da St. John anche nel suo maggior successo teatrale del decennio, Li'l Abner, un musical andato in scena a Broadway dal novembre 1956 al luglio 1958, in cui l'attore interpretò la parte del Generale Bullmoose, ruolo che ricoprì nel 1959 anche nella versione cinematografica della pièce, Il villaggio più pazzo del mondo di Melvin Frank.
Anche durante gli anni sessanta, St. John non mutò registro, interpretando il vice ammiraglio Junius B. Bennett in Tanoshimi, è bello amare (1961), il governatore Drake in Il grande peccato (1961). Fu inoltre George Washington sia nel film La Fayette - Una spada per due bandiere (1961), sia nell'episodio Our American Heritage: The Secret Rebel della serie televisiva Sunday Showcase (1961). Nello stesso anno l'attore interpretò Wendell P. Hazeltine, alto dirigente di Atlanta della Coca-Cola e burbero genitore di Rossella (Pamela Tiffin), la svampita ragazza che viene ospitata a Berlino dal dinamico McNamara (James Cagney), dirigente della Coca Cola per la Germania, e ne sconvolge ritmi e abitudini familiari e professionali nella commedia Uno, due, tre! di Billy Wilder.
St. John apparve in alcune altre commedie hollywoodiane del decennio, come Amore, ritorna! (1961), Donne, v'insegno come si seduce un uomo (1964), Strani compagni di letto (1965), fino all'ultima apparizione cinematografica nel ruolo dell'ambasciatore Magee in Come ti dirotto il jet (1969), tratto da una commedia teatrale di Woody Allen e interpretato da Jackie Gleason. Sempre con Gleason, St. John recitò in alcuni episodi dello spettacolo personale del collega, The Jackie Gleason Show (1966-1967). Apparve inoltre nella parte del dottor Lewis Royal in 15 episodi della situation comedy Hank (1966), e chiuse definitivamente la propria carriera nel 1972 con un'ultima apparizione nella serie The Corner Bar.
Colpito da un  attacco cardiaco, Howard St. John morì a New York il 13 marzo 1974, all'età di sessantotto anni.

## Filmografia

### Cinema
- Fiori nel fango (Shockproof), regia di Douglas Sirk (1949)
- Mani lorde (The Undercover Man), regia di Joseph H. Lewis (1949)
- Customs Agent, regia di Seymour Friedman (1950)
- Mondo equivoco (711 Ocean Drive), regia di Joseph M. Newman (1950)
- David Harding, Counterspy, regia di Ray Nazarro (1950)
- Il mio corpo ti appartiene (The Men), regia di Fred Zinnemann (1950)
- L'imprendibile signor 880 (Mister 880), regia di Edmund Goulding (1950)
- The Sun Sets at Dawn, regia di Paul Sloane (1950)
- Counterspy Meets Scotland Yard, regia di Seymour Friedman (1950)
- Nata ieri (Born Yesterday), regia di George Cukor (1950)
- Goodbye, My Fancy, regia di Vincent Sherman (1951)
- L'altro uomo (Strangers on a Train), regia di Alfred Hitchcock (1951)
- Saturday's Hero, regia di David Miller (1951)
- Figlio di ignoti (Close to My Heart), regia di William Keighley (1951)
- La grande notte (The Big Night), regia di Joseph Losey (1951)
- Starlift, regia di Roy Del Ruth (1951)
- Quattro morti irrequieti (Stop, You're Killing Me), regia di Roy Del Ruth (1952)
- Tre soldi nella fontana (Three Coins in the Fountain), regia di Jean Negulesco (1954)
- Best Foot Forward, regia di Max Liebman (1954) – film tv
- Voi assassini (Illegal), regia di Lewis Allen (1955)
- Il fidanzato di tutte (The Tender Trap), regia di Charles Walters (1955)
- Tutto finì alle sei (I Died a Thousand Times), regia di Stuart Heisler (1955)
- I gangster del ring (World in My Corner), regia di Jesse Hibbs (1956)
- The Gift of the Magi, regia di George Schaefer (1958) – film tv
- Il villaggio più pazzo del mondo (Li'l Abner), regia di Melvin Frank (1959)
- Destiny, West!, regia di Jack Smight (1960) – film tv
- Tanoshimi, è bello amare (Cry for Happy), regia di George Marshall (1961)
- La Fayette - Una spada per due bandiere (La Fayette), regia di Jean Dréville (1961)
- Il grande peccato (Sanctuary), regia di Tony Richardson (1961)
- Uno, due, tre! (One, Two, Three), regia di Billy Wilder (1961)
- Amore, ritorna! (Love Come Back), regia di Delbert Mann (1961)
- Inferno a Madison Avenue (Madison Avenue), regia di H. Bruce Humberstone (1962)
- The Patriots, regia di George Schaefer (1963) – film tv
- 5 corpi senza testa (Strait-Jacket), regia di William Castle (1964)
- Ragazze sotto zero (Quick Before It Melts), regia di Delbert Mann (1964)
- Destino in agguato (Fate Is the Hunter), regia di Ralph Nelson (1964)
- Donne, v'insegno come si seduce un uomo (Sex and the Single Girl), regia di Richard Quine (1965)
- Strani compagni di letto (Strange Bedfellows), regia di Melvin Frank (1965)
- Il club degli intrighi (Banning), regia di Roy Winston (1967)
- Matchless, regia di Alberto Lattuada (1967)
- Come ti dirotto il jet (Don't Drink the Water), regia di Howard Morris (1969)

### Televisione
- The Chevrolet Tele Theatre – serie TV, 1 episodio (1948)
- The Ford Theatre Hour – serie TV, 1 episodio (1948)
- Pulitzer Prize Playhouse – serie TV, 1 episodio (1951)
- Celanese Theatre – serie TV, 1 episodio (1951)
- Fairmeadows, U.S.A. – serie TV, 1 episodio (1951)
- Robert Montgomery Presents – serie TV, 2 episodi (1951-1953)
- The Doctor – serie TV, episodio 1x37 (1953)
- Goodyear Television Playhouse – serie TV, 1 episodio (1953)
- The Web – serie TV, 2 episodi (1954)
- Kraft Television Theatre – serie TV, 1 episodio (1954)
- The Man Behind the Badge – serie TV, 1 episodio (1954)
- The Philco Television Playhouse – serie TV, 2 episodi (1953-1954)
- Center Stage – serie TV, 1 episodio (1954)
- The Best of Broadway – serie TV, 1 episodio (1954)
- The United States Steel Hour – serie TV, 2 episodi (1954)
- Lux Video Theatre – serie TV, 1 episodio (1955)
- TV Reader's Digest – serie TV, episodio 1x20 (1955)
- Studio One – serie TV, 4 episodi (1951-1955)
- Cavalcade of America – serie TV, 1 episodio (1955)
- Justice – serie TV, 2 episodi (1954-1956)
- The Alcoa Hour – serie TV, 2 episodi (1955-1956)
- The Phil Silvers Show – serie TV, 1 episodio (1958)
- The Investigator – serie TV, 2 episodi (1958)
- The Islanders – serie TV, 1 episodio (1960)
- Sunday Showcase – serie TV, 1 episodio (1961)
- The Dinah Shore Chevy Show – serie TV, 1 episodio (1961)
- I racconti del West (Zane Grey Theater) – serie TV, 1 episodio (1961)
- The DuPont Show of the Week – serie TV, 2 episodi (1962)
- La parola alla difesa (The Defenders) – serie TV, 2 episodi (1963-1964)
- Summer Playhouse – serie TV, 1 episodio (1964)
- Il reporter (The Reporter) – serie TV, episodio 1x05 (1964)
- Mr. Broadway – serie TV, episodio 1x06 (1964)
- Profiles in Courage – serie TV, 1 episodio (1965)
- Hank – serie TV, 15 episodi (1965-1966)
- The Jackie Gleason Show – serie TV, 4 episodi (1966-1967)
- The Corner Bar – serie TV, 1 episodio (1972)

## Doppiatori italiani
- Giorgio Capecchi in Tre soldi nella fontana; Il villaggio più pazzo del mondo; Uno, due, tre!; Strani compagni di letto
- Sandro Ruffini in Nata ieri
- Amilcare Pettinelli in Voi assassini
- Emilio Cigoli in Amore, ritorna!
- Gualtiero De Angelis in 5 corpi senza testa